# میکرووالو
یک میکرووالو (به انگلیسی: Microvalve)، سوپاپی با ابعاد میکرو است؛ یعنی قطعه ای میکروفلویدیک با دو دریچه که جریان را بین دو دریچه فلویدیک تنظیم می‌کند. میکرو والوها اجزای پایهٔ دستگاه‌های میکروفلویدیک، مانندLabs-on-a-chip هستند و برای کنترل انتقال سیال به کار می‌روند. در طول دوره ۱۹۹۵–۲۰۰۵ میکرو والوهای زیادی بر پایهٔ سیستم‌های میکرواکترومکانیکال توسعه داده شدند.
میکرو والوهایی را که امروزه یافت می‌شوند به‌طور تقریبی می‌توان به دو دسته میکرو والوهای فعال (اکتیو) و منفعل (پاسیو) تقسیم کرد. همچنین آنها را می‌توان بر اساس مدیومی که کنترل می‌کنند به دو دسته میکرو والوهای گازی و مایع تقسیم کرد.
بر اساس حالت اولیه، میکرو والوها به انواع «به‌طور عادی باز»، «به‌طور عادی بسته» و «دو حالتی» تقسیم می‌شوند.

## انواع میکرو والوها

### میکرو والوهای فعال

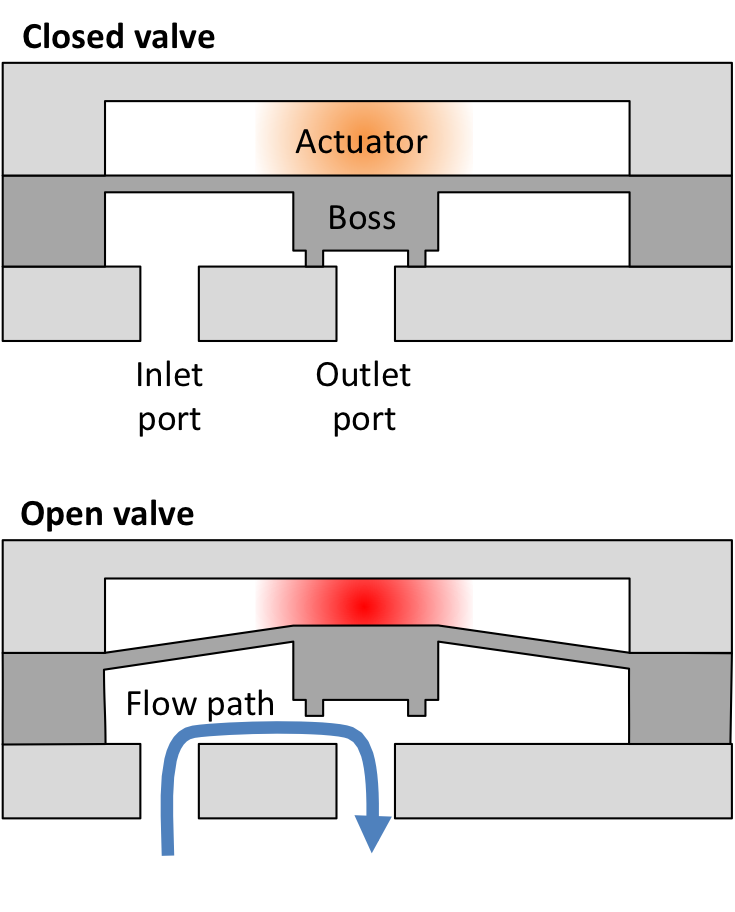
طرحی از مقطع عرضی یک میکرو والو فعال

میکرو والوهای فعال مکانیکی متشکل از یک غشای قابل تحریک مکانیکی یا ساختار boss هستند که با روشی تحریکی جفت شده و سبب بسته شدن یک مجرا و قطع جریان بین پورت ورود و خروج می‌گردد. تحریک می‌تواند حاصل یک میکرومحرک جامع مغناطیسی، الکترواستاتیکی، پیزوالکتریک یا حرارتی، یک تغییر فاز «هوشمند»، به عنوان مثال آلیاژ حافظه دار یا مواد رئولوژیکی باشد، یا یک مکانیسم خارجی اعمال تحریک مانند میدان مغناطیسی خارجی یا منبع پنوماتیک.

### میکرو والوهای منفعل

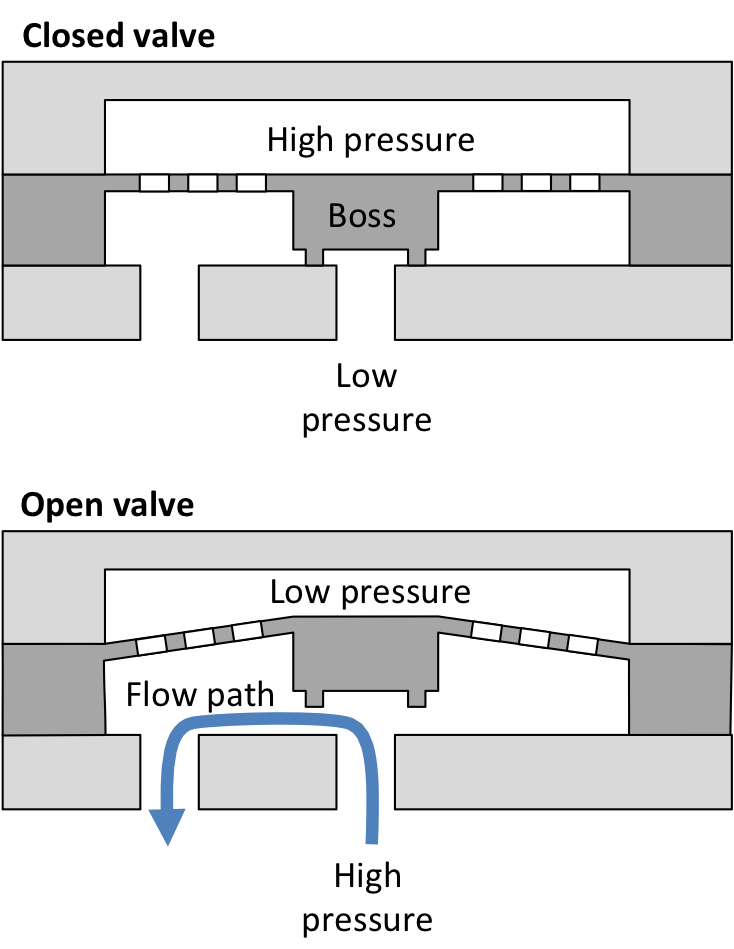
مقطع عرضی شماتیک یک میکرو والو منفعل

میکرو والوهای منفعل، دریچه‌هایی هستند که حالت عملکردی، یعنی باز یا بسته بودن آنها، توسط مایعی که کنترل می‌کنند تعیین می‌شود. رایج‌ترین میکرو والوهای منفعل، سوپاپ‌های زبانه ای، سوپاپ‌های غشایی و سوپاپ‌های توپی هستند.

## کاربردهای میکرو والو

### میکرو والوهای گازی
کنترل جریان گاز با میکرو والوهای MEMS مزایای کلی زیر را دارد: ادغام مکانیسم تحریک با سایر عناصر میکرو والو اجازه کوچک سازی اجزا را می‌دهد؛ و اجزای کوچک سبب افزایش سرعت پاسخ و کاهش مصرف انرژی می‌شود. با این حال، بر خلاف تولید انبوه و به صرفه بالقوهٔ ارائه شده توسط تکنولوژی سیستم‌های میکروالکترومکانیکال (MEMS)، میکرو والوهای گازی تا کنون در دستیابی به نسبت بحرانی هزینه-در-عملکرد که برای پذیرش گسترده این تکنولوژی لازم است موفق نبوده‌اند.

### سوپاپ‌های بررسی
اکثر سوپاپ‌های بررسی در ورودی‌ها و خروجی‌های میکروپمپ‌های جابجایی دوطرفه گنجانیده شده‌اند؛ در این جایگاه آنها تقطیر مایع را فراهم می‌کنند که برای سوپاپ لازم است تا بتواند جریان خالصی در یک جهت ایجاد کند.